# Pierre Selos
Pierre (Jean Alexandre) Selosse, né le 1er février 1940, à Toulouse (Haute-Garonne) et mort le 8 septembre 2021, à Melun (Seine-et-Marne), est un chanteur français. Son nom de scène est Pierre Selos.

## Carrière
Pierre Selos débarque dans le monde de la chanson française au début des années 1960, en pleine vague yéyé, dans un style bien différent, celui de la chanson à texte. À ses débuts, son inspiration est clairement religieuse. Il chante alors pour des mouvements de jeunesse liés au catholicisme tels que la Jeunesse ouvrière chrétienne ou la Jeunesse agricole catholique avant de signer son premier contrat avec la firme Unidisc.
Il réussit ainsi à imposer son style de chansons à texte. En 1964, il signe un contrat de trois ans avec Philips et publie son album le plus connu, qui s'éloigne — avec des chansons telles que Quinze ans, Les juifs, L'oncle Sam — de la vague strictement religieuse.
Il finit par quitter cette maison de disques pour Gérard Meys, puis décide de travailler en autoproduisant ses chansons chez L'oiseau bleu/Roger Auffrand.
Devenu athée, il chante en marge du show business, tels ses confrères Jean Vasca ou Jacques Bertin.
Pierre Selos travaille et chante avec des enfants, comme en témoigne l'album Comme l'oiseau paru en 1969. Il s'en explique dans une de ses rares interviews à l'Est républicain en 1972.
Entre 1960 et 1981, Pierre Selos sort ainsi huit albums 33 T, une K7 et plusieurs 45 T EP. Ses disques sont régulièrement chroniqués par l'hebdomadaire Télérama.
Alors que sa carrière de chanteur est terminée depuis longtemps, ses disques font l'objet de nombreuses recherches par les collectionneurs, comme en témoigne le grand nombre d'entrées de son nom sur Google dirigeant sur des sites d'achat et de vente de vieux vinyls.
Pierre Selos est également de 1974 à 1989 un rédacteur et directeur de publication de la revue Possible avec son ami Roger Auffrand, pour la promotion des écoles différentes et des lieux de vie. Sa dernière K7 Salut est d'ailleurs distribuée en supplément à cette revue en 1981.
Pierre Selos est le grand maître de l'obédience du Grand Devoir Universel jusqu'en 2008.
Pierre Selos continue une activité créatrice multiple, par le biais de l'écriture notamment. Il a écrit les textes du livre sur le peintre Bernard Chardon aux Éditions Siloë. Ses textes et une partie de sa biographie ont été publiés en 2012 par Le Nouvel Athanor .
Il anime depuis novembre 2012 une émission de poésie Poésie cap 2020 sur Radio Étoiles du Cœur en compagnie de Jean Luc Maxence et de Jean-Claude Carton.
Il meurt le 8 septembre 2021, à l'âge de 81 ans, des suites d'une infection pulmonaire à l’hôpital de Melun (Seine-et-Marne), où il se trouvait en "soins de suite et de réadaptation", après avoir été amputé des deux pieds pour cause de diabète.
Un certain nombre de ses textes et de ses chansons sont en écoute et lecture libre sur son site officiel.

## Discographie

### Albums 33 T
- 1960 : Messages
- 1963 : no 4 - Sur la terre
- 1963 : Quinze ans (réédité en 1970 avec 3 titres inédits)
- 1969 : Comme l'oiseau
- 1972 : L'armateur
- 1972 : Des enfants et des hommes
- 1973 : Raison de vivre (avec Élté, 12 ans)
- 1974 : Un regard (avec Élté, 13 ans)
- 1981 : Salut ! (K7 seulement), en supplément de la revue "Possible"

### 45 T EP
- 1961 : no 2 : T'es louftingue - Frères des monastères / Andersen est mort - L'école
- 1962 : no 3 : L'exilé - Heureusement / Noire et blanc - J'ai plus de maison
- 1963 : Selos : Et toi tu nous attends - Gloria, Gloire à toi / Venez donc à ma table - Nous allons quitter ta maison
- 1965 : Ma princesse - Mais pourquoi / Marie l'amour - La mine
- 1965 : Mon frère m'a dit / Conquistador
- 1966 : Le Beatnik / Bruges
- 1967 : Vent d'Amérique / De l'autre côté de l'eau
- 1968 : Réveille-toi ! / L'homme et la ville
- 1969 : Le carillon de Bruges - La Provence / On arrive, on s'en va - Martin Luther King
- 1973 : Cocktail n°1
- 1973 : Cocktail n°2
- 1973 : John Peel - À Keralio / Hibou - Hurlez les loups